# Rhizopulvinaria arenaria
Rhizopulvinaria arenaria är en insektsart som beskrevs av Canard 1967. Rhizopulvinaria arenaria ingår i släktet Rhizopulvinaria och familjen skålsköldlöss.
Artens utbredningsområde är Frankrike. Inga underarter finns listade i Catalogue of Life.